# Diéfoula
Diéfoula är en ort i Burkina Faso.   Den ligger i regionen Cascades, i den sydvästra delen av landet, 400 km sydväst om huvudstaden Ouagadougou. Diéfoula ligger 299 meter över havet och antalet invånare är 1 248.
Terrängen runt Diéfoula är platt. Runt Diéfoula är det glesbefolkat, med 13 invånare per kvadratkilometer.. Närmaste större samhälle är Kimini, 19,0 km sydväst om Diéfoula. 
Omgivningarna runt Diéfoula är en mosaik av jordbruksmark och naturlig växtlighet.